# オリンピックのコソボ選手団
オリンピックのコソボ選手団（オリンピックのコソボせんしゅだん）は、夏季オリンピックには、2016年リオデジャネイロオリンピックから参加している。冬季オリンピックには2018年平昌オリンピックから参加している。1992年に創設されて、2014年12月9日にIOCによって正式に承認されたコソボオリンピック委員会が選手団を統率する。

## 概要
1920年アントワープオリンピックから1992年アルベールビルオリンピックまで、コソボ在住の選手は旧ユーゴスラビアの一員としてオリンピックに参加してきた。1960年ローマオリンピックではコソボ出身であるミルティン・ショシュキッチ、ファフルディン・ユスフィ、ヴラディミル・ドゥルコヴィッチの3名のサッカー選手がユーゴスラビアサッカーチームの一員として金メダルを獲得した。1984年ロサンゼルスオリンピックではボクシングのアジズ・サリフが、コソボ出身者として初の個人戦でのメダルとなる銅メダルを獲得した。
ユーゴスラビア崩壊後、コソボに居住する少数派のセルビア人選手のみが、セルビア及びセルビアモンテネグロの一員としてオリンピックに参加してきた。2008年2月17日にコソボがセルビアからの独立を宣言して以降も、コソボのセルビア人選手はセルビアの旗の下でのオリンピック参加を選択した。一方で、コソボに居住する多数派のアルバニア人側はコソボからのオリンピック出場を模索した。その1人で2009年の世界ジュニアチャンピオンである柔道女子52kg級のマイリンダ・ケルメンディは、2012年ロンドンオリンピックにコソボ代表での出場を欲したものの、当時はコソボオリンピック委員会がIOCに承認されていなかったために、それは叶わなかった。妥協案として「個人参加選手団」の一員としてオリンピック出場を望んだものの、ケルメンディはコソボ以外にアルバニアのパスポートも所有している関係からアルバニア代表として国際大会に出場した経験があり、IOCがアルバニアに支給したオリンピック奨学金を貰い、さらには、アルバニアオリンピック委員会もすでにケルメンディをアルバニア代表として選出している状況下では、IOCの名の下での個人参加ではなく、アルバニア代表として出場することが適切であるとの理由で、IOC側に拒否された。そのため、隣国のアルバニア代表としてオリンピックに出場することを余儀なくされた。
コソボオリンピック委員会は1992年に創設された。2014年10月22日にはIOCに暫定加盟が認められると、12月9日にはモナコで開催された第127次IOC総会において、正式加盟が承認された。その時点でコソボは国連の加盟国でも国連オブザーバーでもなかったが、193の国連加盟国のうち108ヶ国から主権国家としての承認を受けていた。
2016年リオデジャネイロオリンピックの開会式には、2013年と2014年の世界チャンピオンであり、2014年のヨーロッパチャンピオンでもあるマイリンダ・ケルメンディがコソボ選手団の旗手として参加、柔道の女子52kg級に出場し、金メダルを獲得。コソボはオリンピック初出場にして金メダルを獲得することとなった。2020年東京オリンピックでも柔道の女子48kg級でディストリア・クラスニキが、女子57kg級でノラ・ジャコヴァがそれぞれ金メダルを獲得した。

## メダル獲得数一覧

### 夏季オリンピック
| 大会名                | 金 | 銀 | 銅 | 計 |
| 2016 リオデジャネイロ | 1  | 0  | 0  | 1  |
| 2020 東京             | 2  | 0  | 0  | 2  |
| 2024 パリ             | 0  | 1  | 1  | 2  |
| 合計                  | 3  | 1  | 1  | 5  |

### 冬季オリンピック
| 大会名    | 金 | 銀 | 銅 | 計 |
| 2018 平昌 | 0  | 0  | 0  | 0  |
| 2022 北京 | 0  | 0  | 0  | 0  |
| 合計      | 0  | 0  | 0  | 0  |

### 夏季オリンピック競技別
| 競技           | 金 | 銀 | 銅 | 計 |
| -------------- | -- | -- | -- | -- |
| 柔道           | 3  | 1  | 1  | 5  |
| 計 (競技数: 1) | 3  | 1  | 1  | 5  |